# Обсирено
О̀бсирено или О̀бсирина (на гръцки: Εθνικό, Етнико, катаревуса: Εθνικόν, Етникон, до 1927 година Οψίρινα, Опсирина) е село в Република Гърция, в дем Лерин (Флорина), област Западна Македония.

## География
Селото е разположено на 10 километра северозападно от демовия център Лерин (Флорина) и на 3 километра западно от Долно Клещино (Като Клинес) на Мала река, в подножието на планината Пелистер, в самия северозападен край на Леринското поле близо до границата със Северна Македония.

## История

### В Османската империя
В началото на XX век Обсирено е смесено българско-албанско село в Битолска каза. Според статистиката на Васил Кънчов („Македония. Етнография и статистика“) в 1900 Обсирено има 260 жители българи и 60 жители арнаути мохамедани.
На Етнографската карта на Битолския вилает на Картографския институт в София от 1901 година Обсирина е чисто българско село в Битолската каза на Битолския санджак с 60 къщи.
В началото на XX век всички християнски жители на Обсирено са под върховенството на Цариградската патриаршия. По данни на секретаря на Българската екзархия Димитър Мишев („La Macédoine et sa Population Chrétienne“) в 1905 година в Обсирина има 208 българи патриаршисти гъркомани и в него работи гръцко училище.

### В Гърция
През Балканската война в 1912 година в селото влизат гръцки части и след Междусъюзническата в 1913 година селото остава в Гърция. Боривое Милоевич пише в 1921 година („Южна Македония“), че Опцирина има 100 къщи славяни християни. В 1927 година е прекръстено на Етнико, в превод национално.
В 1981 година селото има 85 жители. Според изследване от 1993 година селото е чисто „славофонско“, като „македонският език“ в него е запазен отлично.
Преброявания
- 1981 - 85 жители
- 2001 - 71 жители
- 2011 - 58 жители

## Личности
Родени в Обсирено
- Петър Пупулков (Πέτρος Πουπούλκας), гръцки андартски деец, местен първенец и ятак на капитан Вардас[8]
- Стефо Тасе, арестуван през септември 1903 година, обвинен в „помагане в размяната на преписките на българските бунтовници“, осъден на 5 години каторга, заточен в Диарбекир, амнистиран с общата амнистия от 12 април 1904 година[9]
- Тодор Папулков (Θεόδωρος Παπούλκας), гръцки андартски деец от трети клас[8]